# Boubers-lès-Hesmond
Boubers-lès-Hesmond (Aussprache [puˈbɛʁ le eˈmɔ̃]) ist eine französische Gemeinde mit 70 Einwohnern (Stand: 1. Januar 2022) im Département Pas-de-Calais in der Region Hauts-de-France (vor 2016 Nord-Pas-de-Calais). Sie gehört zum Arrondissement Montreuil und zum Gemeindeverband Les 7 Vallées. Die Einwohner werden Boubersois und Boubersoises genannt.

## Lage
Die Gemeinde Boubers-lès-Hesmond liegt im Artois in einem Seitental der Créquoise, 14 Kilometer östlich von Montreuil-sur-Mer. Nachbargemeinden von Boubers-lès-Hesmond sind Embry im Norden und Hesmond im Osten, Süden und Westen.

## Bevölkerungsentwicklung
| Jahr      | 1962 | 1968 | 1975 | 1982 | 1990 | 1999 | 2007 | 2014 | 2022 |
| Einwohner | 80   | 90   | 85   | 71   | 71   | 77   | 69   | 79   | 70   |

## Sehenswürdigkeiten
- Kirche Notre-Dame-de-l’Assomption